# Krajinou Výhonu

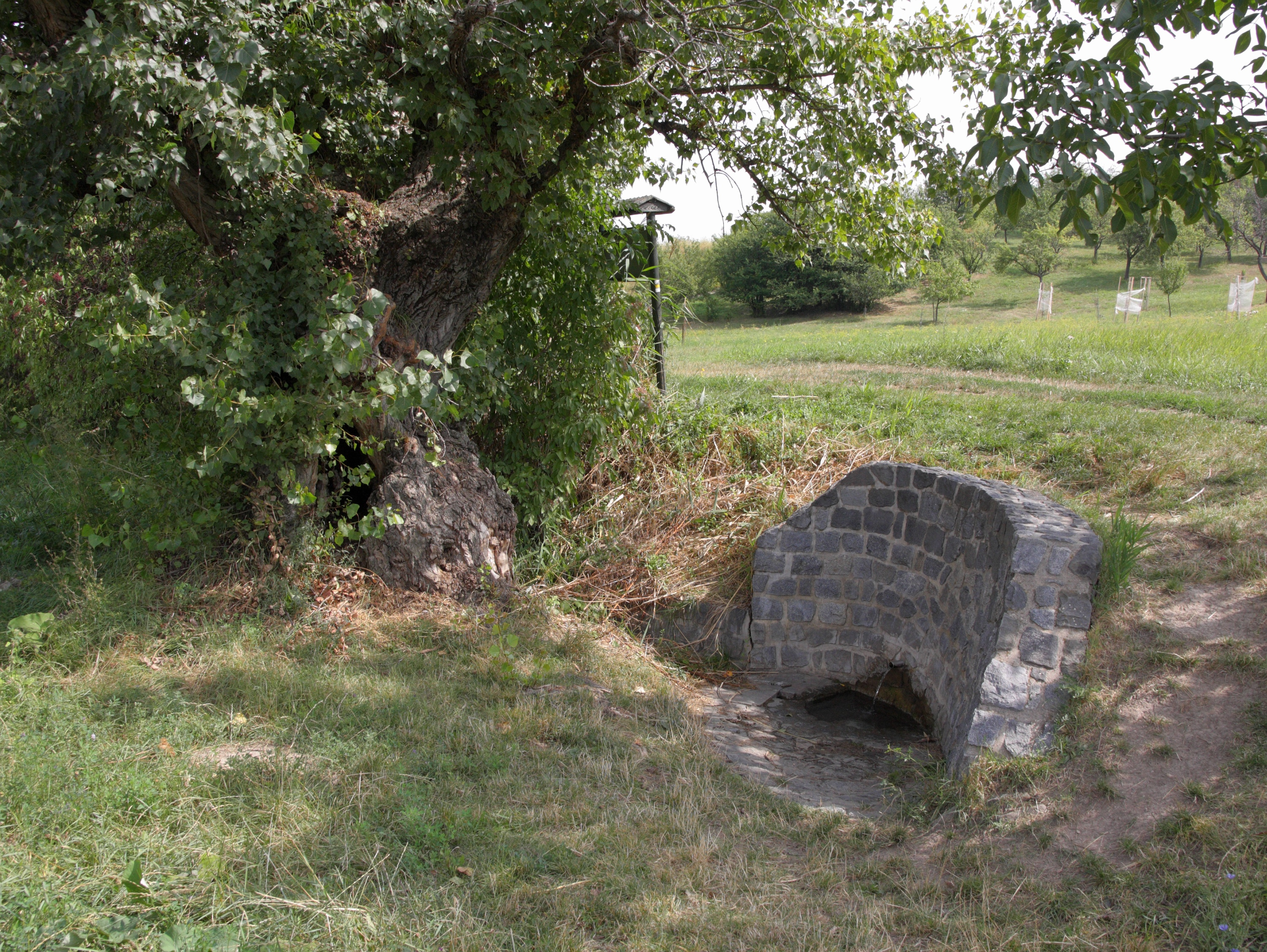
studánka V Nových horách

Krajinou Výhonu je naučná stezka procházející přírodním parkem Výhon, která turisty dovede ze Židlochovic na vrchol Výhon s rozhlednou zvanou Akátová věž. Její celková délka je cca 5,5 km.

## Vedení trasy
Trasa začíná v Židlochovicích na náměstí Míru, odkud pokračuje se žlutou turistickou značkou ulicemi Masarykova a Palackého ven z města. Hned za městem prochází vinohradem. Žlutou značku sleduje okolo studánky V Nových horách až na rozcestí Skalky. Tady se NS dělí. Část doleva končí v obci Blučina, zatímco pravá část vede spolu se zelenou značkou na vrch Výhon s rozhlednou. Cestou prochází kolem přírodní památky Nové hory. Od rozhledny je možné pokračovat po zelené značce zpět do Židlochovic, zatímco NS se vrací cca 400 metrů a posléze odbočuje doleva, aby se asi po 900 metrech napojila na stezku přicházející od Židlochovic.